# Blandouet-Saint Jean
Blandouet-Saint Jean est, depuis le 1er janvier 2017, une commune nouvelle française située dans le département de la Mayenne, en région Pays de la Loire, peuplée de 556 habitants.
La commune fait partie de la province historique du Maine, et se situe dans le Bas-Maine.

## Géographie
La commune nouvelle regroupe les communes de Blandouet et de Saint-Jean-sur-Erve qui deviennent des communes déléguées, le 1er janvier 2017. Son chef-lieu se situe à Saint-Jean-sur-Erve.

### Communes limitrophes
| Saint-Léger (par un angle) | Sainte-Suzanne-et-Chammes | Torcé-Viviers-en-Charnie      |
| Vaiges                     | Blandouet-Saint-Jean      | Saint-Denis-d'Orques (Sarthe) |
| Saint-Pierre-sur-Erve      |                           | Thorigné-en-Charnie           |

### Climat
Pour des articles plus généraux, voir Climat des Pays de la Loire et Climat de la Mayenne.
En 2010, le climat de la commune est de type climat océanique dégradé des plaines du Centre et du Nord, selon une étude du CNRS s'appuyant sur une série de données couvrant la période 1971-2000. En 2020, Météo-France publie une typologie des climats de la France métropolitaine dans laquelle la commune est exposée à un climat océanique et est dans la région climatique Moyenne vallée de la Loire, caractérisée par une bonne insolation (1 850 h/an) et un été peu pluvieux.
Pour la période 1971-2000, la température annuelle moyenne est de 11,2 °C, avec une amplitude thermique annuelle de 13,8 °C. Le cumul annuel moyen de précipitations est de 730 mm, avec 12,2 jours de précipitations en janvier et 6,8 jours en juillet. Pour la période 1991-2020, la température moyenne annuelle observée sur la station météorologique de Météo-France la plus proche, sur la commune de Saint-Georges-le-Fléchard à 9 km à vol d'oiseau, est de 11,8 °C et le cumul annuel moyen de précipitations est de 798,7 mm,. Pour l'avenir, les paramètres climatiques de la commune estimés pour 2050 selon différents scénarios d'émission de gaz à effet de serre sont consultables sur un site dédié publié par Météo-France en novembre 2022.

## Urbanisme

### Typologie
Au 1er janvier 2024, Blandouet-Saint Jean est catégorisée commune rurale à habitat très dispersé, selon la nouvelle grille communale de densité à sept niveaux définie par l'Insee en 2022.
Elle est située hors unité urbaine. Par ailleurs la commune fait partie de l'aire d'attraction d'Évron, dont elle est une commune de la couronne,. Cette aire, qui regroupe 18 communes, est catégorisée dans les aires de moins de 50 000 habitants,.

## Politique et administration
| Nom                         | Code Insee | Intercommunalité | Superficie (km2) | Population (dernière pop. légale) | Densité (hab./km2) |
| --------------------------- | ---------- | ---------------- | ---------------- | --------------------------------- | ------------------ |
| Saint-Jean-sur-Erve (siège) | 53228      | CC des Coëvrons  | 25,39            | 375 (2021)                        | 15                 |
| Blandouet                   | 53032      | CC des Coëvrons  | 11,33            | 184 (2021)                        | 16                 |

### Liste des maires
| Période      | Période  | Identité        | Étiquette | Qualité |
| ------------ | -------- | --------------- | --------- | ------- |
| janvier 2017 | En cours | Claude Derouard |           |         |

## Population et société

### Démographie
L'évolution du nombre d'habitants est connue à travers les recensements de la population effectués dans la commune depuis sa création.
En 2022, la commune comptait 556 habitants, en évolution de −9,74 % par rapport à 2016 (Mayenne : −0,73 %, France hors Mayotte : +2,11 %).
| 2015 | 2020 | 2022 |
| ---- | ---- | ---- |
| 626  | 561  | 556  |